# 렝카족
렝카족(Lenca)은 메소아메리카의 원주민으로, 중미 온두라스 서부 고원, 엘살바도르 동부에 살고있고, 현재 10만명이 온두라스에, 3만 7천명이 엘살바도르에서 생활하고 있다. 언어는 렝카어를 사용한다.

## 같이 보기
- 렘피라
- 피필족